# Nieves Fernández Rodríguez
María de las Nieves Fernández Rodríguez (Almagro, Ciudad Real), escritora y animadora para la lectura española.

## Biografía
Profesora de Lengua Española e Idiomas Modernos, especialista en Proyectos de Lectura y Bibliotecas Escolares. Dedicada a la cultura en general: animadora para la lectura, cuentacuentos, animadora sociocultural, Directora de Universidad Popular y Coordinadora de Cultura. Actualmente es profesora de enseñanza secundaria.
Jurado de premios, ha impartido conferencias, recitales poéticos y ponencias en cursos de formación, congresos nacionales e internacionales de lengua y literatura, mesas redondas y pregones literarios. También sesiones de animación lectora, encuentros de autor y talleres en bibliotecas, colegios, institutos y teatros.
Paralelamente desarrolla también su actividad como columnista de prensa y colaboradora en programas culturales de televisión. 
Incluida en la Antología de Pajarito sin cola, cuentos y poesía infantil en Castilla-La Mancha de Francisco Gómez-Porro, editada por la Consejería de Cultura de la Junta de Comunidades de Castilla-La Mancha, Toledo (2006). Llevadas a escena dos de sus textos teatrales para niños y realizadas lecturas dramatizadas de teatro, tanto infantil como de adultos. También el cuento musical para Narrador y Orquesta Sinfónica Sol y la batuta fantasma con música del profesor Antonio Fernández Reymonde.
Coordinadora del libro colectivo Cántiga. Poetas de la provincia de Ciudad Real. Primer cuarto del siglo XXI y autora del estudio filológico incluido. Edición premiada por la Asociación de Escritores de Castilla-La Mancha.
Galardonada en los Premios Dulcinea del Ayuntamiento de Ciudad Real (2018).
Responsable del encuentro poético Almagro Íntimo, coincidente con el Festival Internacional de Teatro Clásico de Almagro En la edición del año 2022 se rindió homenaje al poeta Carlos Murciano.
Su obra aparece en decenas de antologías y libros colectivos.

## Obra publicada

### Poesía
- Desde El Empotro (Valdepeñas, 1991)
- Poemas de recreo y mochila (Ciudad Real: Biblioteca de Autores Manchegos, 1994)
- Respira (Jaén: Ayuntamiento, 2000), Premio el Olivo.
- Figura de varón con tarde al fondo (Murcia, 2001)
- Días de flores en desatino (Ciudad Real: Grupo Literario Guadiana, 2002)[7]
- Principado de un sueño (Jaén, 2002)
- Trenzas de Andrómeda (Andújar: Ayuntamiento, 2002), Premio Alcalá Wenceslada.
- Principado de ensueño (Pinar del Río, Cuba: Editorial Vitral, 2006)
- Almagro Espiritual (Ciudad Real: Lozano Comunicación Gráfica, 2007)
- Picnic (Toledo: Editorial Ledoria, 2013)
- Sobre la nieve (Madrid: Editorial Vitruvio, 2014).[8]
- Cántiga. Poetas de la provincia de Ciudad Real. Primer cuarto del siglo XXI (Toledo: Editorial Ledoria, 2016)[9]
- Abecebarrio (Puertollano: Ed. C&G, 2017)[10]
- ¿Quién pintó el cielo de azul? (Ciudad Real: Biblioteca de Autores Manchegos, 2017)[11]
- Rimas airadas de un viejo calendario (Ciudad Real: Grupo Literario Guadiana, 2022)

### Narrativa
- Aladina y la botella maravillosa (Mérida, 1999)
- Caperucita roja de La Mancha (Ciudad Real, 1999)
- Iris colecciona besos (Andújar, 1999), Premio Ciudad de Andújar.
- Ni.Pa.Ta.Ta.  (Ciudad Real, 1999)
- Un ornitorrinco en mi colegio (Ciudad Real: Biblioteca de Autores Manchegos, 1999)
- Los ladrones de la calle Mayor (Madrid: Ed. Palabra, 2000)
- Tres trillizas tridimensionales (Quito, Ecuador: Ed. Libresa, 2001)
- Pasos contados (Puertollano: Intuición ed., 2001)[12]
- Un árbol de Navidad poco corriente (Ciudad Real, 2005)
- Al sol y a solas (Toledo, 2006)
- Palabra de mujer (Ciudad Real, 2011)[13]
- Cesta de Dulcinea (Puertollano: Ed. C&G, 2015)
- Mandy, algo pasa en el desván (México D.F.: Editorial Edebé, 2017)
- ¡Tarzán, socorro! (Quito, Ecuador: Editorial Libresa, 2017)
- La concejala y otros cargos (Toledo: Editorial Celya, 2020)
- El pañuelo de yerbas y otras yerbas (Ciudad Real: Biblioteca de Autores Manchegos, 2025)
- Un trébol colorado (Puertollano: Grupo Oretania, 2025)

### Teatro
- Telecosquillas (Madrid: Editorial CCS, 2000)
- Miedica y el espántapájaros (Lucena, 2002), Premio Barahona de Soto.
- 1/5 de abuelo (Madrid: ASSITEJ, 2014)
- En el carro de Tespis (Almagro: Ayuntamiento, 2023)

### Animación a la lectura
- Cuentos animados. Relatos infantiles con actividades de animación a la lectura (Madrid: Editorial CCS, 2001)
- Juan Alcaide. Trillos y vilanos (Valdepeñas, 2001)